# Castel Rozzone
Castel Rozzone [kasˈtɛl ɾoˈʦːoːne] (Castèl Russù [kasˈtɛl ɾuˈsu , kasˌtɛɾːuˈsu] in dialetto bergamasco) è un comune italiano di 2 822 abitanti della provincia di Bergamo in Lombardia. 
Situato nella pianura bergamasca, dista circa 15 chilometri a sud dal capoluogo orobico.

## Storia

### Origini
Le origini del paese risalgono all'epoca romana, quando si verificarono i primi insediamenti stabili nei pressi della strada dei malgari, che si dirigeva dalla città di Bergamo in direzione sud, toccando i centri di Treviglio, Crema e Piacenza.
Questo sviluppo permise la formazione di una struttura abitativa del borgo ben definita, con la tipica divisione in centurie. Con la fine dell'Impero romano d'occidente, nel Medioevo, la popolazione cominciò a crescere assieme alle innovazioni tecniche. Inizialmente aggregato alla comunità di Treviglio e gestito dalla diocesi di Cremona, il territorio venne acquisito dalla famiglia milanese dei Rozzone che instaurò una signoria sulla zona, edificando la corte fortificata che dà il nome al paese.

### Medioevo
Di fazione ghibellina, nel corso del XIII secolo, i Rozzoni diedero il via alla costruzione della corte fortificata che, posta ai margini meridionali del centro abitato e nei pressi della strada dei malgari, caratterizzò la vita del borgo per molto tempo. Questo maniero, oltre ad avere funzioni difensive e di residenza della famiglia, serviva anche come dogana, essendo posto nelle immediate vicinanze del fosso bergamasco, confine tra la Repubblica di Venezia e il Ducato di Milano.
Con la vittoria della fazione guelfa dei Visconti negli scontri con i Rozzone, ghibellini, nel 1386 questi vide ridimensionato il loro potere, perdendo il controllo del territorio, rimanendo da allora il loro ricordo solo nel nome del paese da il Ducato di Milano infeudò il paese, fino ad allora terra separata al pari di Treviglio, ad un ramo della famiglia Visconti. Galeazzo Maria Sforza (Duca di Milano dal 1466 al 1476), riceve, nel 1470, "Giuramento di Fedeltà" dal nobile Cavaliere Sagramoro II Visconti per la conferma dei feudi di Brignano Gera d'Adda, Pagazzano e Castel Rozzone, lungo il "Fosso Bergamasco".

### Età moderna
Nel 1638 si realizzò l'autonomia amministrativa e parrocchiale da Treviglio, con questioni inerenti alla suddivisione del versamento di tributi, che si protrassero nel corso degli anni.

### Età contemporanea
A partire dal XX secolo all'agricoltura vennero affiancate attività differenti quali la lavorazione del legno (per la produzione di zoccoli) e la coltivazione dei bachi da seta, che favorirono l'insediamento di una filanda. Questa prima attività industriale fu presto seguita da numerose altre, tanto che nella seconda metà del secolo vide un notevole sviluppo dell'attività industriale, tra cui i mobili d'arte.

### Simboli
Lo stemma e il gonfalone del Comune di Castel Rozzone sono stati concessi con decreto del presidente della Repubblica del 25 febbraio 1983.
(D.P.R. 25 febbraio 1983)
La torre ricorda quella che faceva parte del complesso di mura che esisteva nel Medioevo; su di essa sono effigiati gli stemmi delle famiglie feudatarie locali dei Rozzoni e dei Visconti Aimi. Il corso d'acqua ricorda le numerose rogge, canali fondamentali per l'irrigazione dei campi, chiamati in dialetto roson o rossa grande, termini che hanno dato origine al toponimo del comune.
Il gonfalone è un drappo troncato di azzurro e di rosso.

## Monumenti e luoghi d'interesse

### Architetture religiose

#### Chiesa dei morti del contagio
In origine era una cappella costruita a memoria dei morti di peste degli anni trenta del Seicento.
Nel piccolo ambiente retrostante l'altare si conservano le ossa dei defunti emerse durante gli scavi nell'antico cimitero, intorno alla chiesa di san Bernardo Abate.
È stata ristrutturata nel 1929.

#### Chiesa parrocchiale di San Bernardo Abate
Il 30 giugno 1523 fu consentita da Monsignor Serbelloni, vicario generale della pieve di Pontirolo, la costruzione della chiesa, dedicata a San Bernardo Abate. Il terreno fu fornito dai Visconti a titolo gratuito per realizzare la chiesa e l'annesso cimitero con sabbia e sassi portati dal Serio.
La chiesa fu inaugurata il 6 ottobre 1544 e nel 1566, 1605 e 1613 ricevette la visita di san Carlo Borromeo.
La chiesa, ricostruita dall'originale in data ignota (ma dopo il 1709), in quanto la distruzione dell'archivio in un incendio nel 1906 non permette di risalire alla data precisa, fu ristrutturata nelle forme attuali nel 1929.

## Società

### Evoluzione demografica
- 570 nel 1780[11]
- annessione a Brignano nel 1809
- 615 nel 1816[12]
- 728 nel 1853[12]
- 762 nel 1859[13]

Abitanti censiti

## Amministrazione

### Sindaci eletti direttamente (1993-...)
| Nome                        | Insediamento | Cessazione | Partito e Coalizione |
| --------------------------- | ------------ | ---------- | -------------------- |
| Gioachino Mario Castelli    | 1995         | 1999       | Lista civica         |
| Gioachino Mario Castelli    | 1999         | 2004       | Lista civica         |
| Giuseppina Giovanna Finardi | 2004         | 2009       | Lista civica         |
| Giuseppina Giovanna Finardi | 2009         | 2014       | Lista civica         |
| Giuseppina Giovanna Finardi | 2014         | 2019       | Lista civica         |
| Luigi Rozzoni               | 2019         | in carica  | Lista civica         |